# Cetrimid-Agar

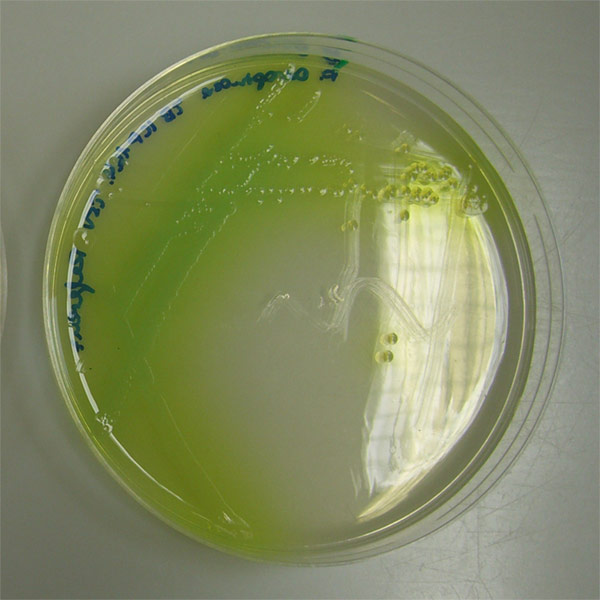
Kolonien von Pseudomonas aeruginosa auf Cetrimid-Agar.

Der Cetrimid-Agar ist ein festes Nährmedium zur Anzucht und Differenzierung von Pseudomonaden. Dieses Medium wird durch das Europäische Arzneibuch (Pharmacopoea Europaea, Ph. Eur.) zum spezifischen Nachweis von Pseudomonas aeruginosa empfohlen.

## Wirkungsweise
Cetrimid-Agar enthält Cetrimid (Cetyltrimethylammoniumbromid), eine quartäre Ammoniumverbindung, die als Hemmstoff gegen zahlreiche Bakterien dient, Bakterien der Gattung Pseudomonas jedoch nicht am Wachstum hindert. Vielmehr wird bei der Kultivierung auf Cetrimid-Agar die Produktion des für P. aeruginosa typischen Pigmentes Pyocyanin gefördert, das den Kolonien eine grünliche oder gelblich-grüne Farbe verleiht. Gleichzeitig wird die Produktion des fluoreszierenden Farbstoffs Pyoverdin gefördert, das in das Medium diffundiert und dieses grünlich-gelb anfärbt. Die Fluoreszenz von P. aeruginosa kann unter UV-Licht sichtbar gemacht werden.
Weitere Bestandteile des fertigen Cetrimid-Agars sind Gelatine-Hydrolysat, Glycerin, Kaliumsulfat, Magnesiumchlorid und Agar-Agar. Der Agar hat unbeimpft einen pH-Wert von etwa 7,2. Durch die Abwesenheit von verwertbaren Kohlenhydraten und durch Zusatz des Inhaltsstoffs Cetrimid wird das Wachstum gramnegativer Enterobacteriaceae (z. B. E. coli), aber auch grampositiver Begleitflora (z. B. Staphylococcus) gehemmt. Eine Bestätigung, dass es sich bei gewachsenen Kolonien um Bakterien der Gattung Pseudomonas handelt, liefert der positive Oxidase-Test, der mit einer Kolonie vom Cetrimid-Agar durchgeführt werden sollte. Die Unterscheidung zwischen Pseudomonas aeruginosa und Pseudomonas fluorescens ist möglich, wenn das Nährmedium bei unterschiedlichen Temperaturen bebrütet wird. P. aeruginosa ist mesophil (Temperaturoptimum bei 35–37 °C), während P. fluorescens ein Temperaturoptimum von 25 bis 30 °C aufweist, also eher psychrotolerant ist.

## Typische Zusammensetzung
Der Nährboden besteht meistens aus (Angaben in Gramm pro Liter):
- Hydrolysat aus Gelatine 20,0
- Kaliumsulfat 10,0
- Magnesiumchlorid 1,4
- Cetrimid 0,3
- Agar-Agar 13,6